# Кубок африканських чемпіонів 1983
Кубок африканських чемпіонів 1983 — 19-й розіграш турніру, що проходив під егідою КАФ. Матчі проходили з квітня по 11 грудня 1983 року. Турнір проходив за олімпійською системою, команди грали по два матчі. Усього брали участь 36 команд. Чемпіонський титул удруге здобув ганський клуб «Асанте Котоко» з Кумасі.

## Попередній раунд
| Команда 1             | Заг. | Команда 2       | 1-й матч | 2-й матч |
| --------------------- | ---- | --------------- | -------- | -------- |
| Діараф                | 6:0  | Портс Ауторіті  | 4:0      | 2:0      |
| Маньєма Фантастік     | 2:2  | Олімпік Реал    | 2:1      | 0:1      |
| Поліс (Порт-оф-Спейн) | 1:4  | Сьєрра Фішер'єс | 1:3      | 0:1      |
| Мбабане Гайлендерс    | 3:1  | Тоуншип Роллерз | 2:1      | 1:0      |

## Перший раунд
| Команда 1          | Заг.           | Команда 2              | 1-й матч | 2-й матч |
| ------------------ | -------------- | ---------------------- | -------- | -------- |
| Аль-Аглі (Каїр)    | 1:0            | Аль-Меррейх (Омдурман) | 1:0      | 0:0      |
| Аль-Аглі (Триполі) | 2:6            | Тізі-Узу               | 1:3      | 1:3      |
| Африка Спортс      | 0:0 (пен. 0:3) | Діараф                 | 0:0      | 0:0      |
| Джоліба            | 0:1            | Гафія                  | 0:0      | 0:1      |
| Енугу Рейнджерс    | 0:2            | Сьєрра Фішер'єс        | 0:1      | 0:1      |
| ФК 105 Лібревіль   | 1:4            | Асанте Котоко          | 1:2      | 0:2      |
| Біліма             | 8:5            | Семассі                | 5:1      | 3:4      |
| КАРА               | 8:1            | Драгон                 | 6:1      | 2:0      |
| Канон              | 2:1            | Драгонс (Порто-Ново)   | 2:0      | 0:1      |
| Дайнамоз           | 5:4            | Леопардс (Найробі)     | 5:1      | 0:3      |
| Нкана              | 3:2            | Мбабане Гайлендерс     | 2:2      | 1:0      |
| Петру Атлетіку     | 6:3            | Олімпік Реал           | 3:1      | 3:2      |
| Наківубо Вілла     | 5:3            | Динамо Фіма            | 4:2      | 1:1      |
| Кенітра            | т. п.          | Бенфіка (Бісау)        | —        | —        |
| Матлама            | 2:5            | Ферроваріу ді Мапуту   | 1:2      | 1:3      |
| Вагад              | 1:2            | Пан Афрікан            | 1:2      | 0:0      |

Примітки
1. ↑  «Бенфіка» знявся з турніру.

## Другий раунд
| Команда 1            | Заг.           | Команда 2       | 1-й матч | 2-й матч |
| -------------------- | -------------- | --------------- | -------- | -------- |
| Аль-Аглі (Каїр)      | 6:2            | Дайнамоз        | 4:1      | 2:1      |
| Тізі-Узу             | 0:1            | Діараф          | 0:1      | 0:0      |
| КАРА                 | 3:4            | Асанте Котоко   | 3:2      | 0:2      |
| Біліма               | 2:1            | Сьєрра Фішер'єс | 1:0      | 1:1      |
| Нкана                | 0:0 (пен. 4:2) | Пан Афрікан     | 0:0      | 0:0      |
| Петру Атлетіку       | 3:4            | Канон           | 0:0      | 3:4      |
| Кенітра              | 4:0            | Гафія           | 4:0      | 0:0      |
| Ферроваріу ді Мапуту | 1:5            | Наківубо Вілла  | 1:2      | 0:3      |

## Фінальний етап

### Чвертьфінал
| Команда 1       | Заг. | Команда 2      | 1-й матч | 2-й матч |
| --------------- | ---- | -------------- | -------- | -------- |
| Аль-Аглі (Каїр) | 5:1  | Канон          | 5:0      | 0:1      |
| Кенітра         | 2:3  | Діараф         | 1:1      | 1:2      |
| Асанте Котоко   | 3:2  | Біліма         | 3:0      | 0:2      |
| Нкана           | 5:2  | Наківубо Вілла | 4:0      | 1:2      |

### Півфінал
| Команда 1 | Заг. | Команда 2       | 1-й матч | 2-й матч |
| --------- | ---- | --------------- | -------- | -------- |
| Діараф    | 2:3  | Асанте Котоко   | 2:1      | 0:2      |
| Нкана     | 0:2  | Аль-Аглі (Каїр) | 0:0      | 0:2      |

## Фінал
| грудня 1983 |

| Аль-Аглі (Каїр) | 0:0 | Асанте Котоко |
| --------------- | --- | ------------- |
|                 |     |               |

| «Міжнародний стадіон», Каїр Глядачів: 100 000 |

| грудня 1983 |

| Асанте Котоко | 1:0 | Аль-Аглі (Каїр) |
| ------------- | --- | --------------- |
| Нті 16'       |     |                 |

| Спортивний стадіон «Кумасі», Кумасі Глядачів: 75 000 |

| Чемпіон Кубка африканських чемпіонів 1983 [[Файл:Flag of Ghana.svg\|border\|border\|100px\|Гана]] Асанте Котоко (2-й титул) |